# Éric Abidal
Éric Sylvain Bilal Abidal (Lyon, 11. srpnja 1979.) je umirovljeni francuski nogometaš kojem je posljednji klub za koji je igrao bio grčki Olympiakos.

## Klupska karijera
Abidal je počeo igrati u Lyon-La Duchereu, ekipi iz predgrađa Lyona. Profesionalnu karijeru je počeo u AS Monacu, a debi je imao 16. rujna 2000. U prvoj sezoni je nastupio 22 puta. Prešao je u OSC Lille gdje se opet susreo sa svojim bivšim trenerom, Claudeom Puelom, a tamo je imao 62 nastupa. Krajem 2004., vratio se u svoju rodnu regiju, došao je u Olympique Lyonnais, koji je tada bio osvajač dvije uzastopne titule francuskog prvaka. Dok je igrao za Lyon, smatralo ga se jednim od najboljih bočnih igrača u francuskoj ligi. U Lyonovoj obrani igrao je s Francuzima Gregoryjem Coupetom, Françoisom Clercom i Anthonyjem Reveillere te s dva Brazilca, Crisom i Caçapom. Dana 30. lipnja 2007. je prešao u FC Barcelonu za 15 mil. eura, nakon što je za medije izjavio da neće trenirati ako ne dobije transfer iz Lyona, a potpisao je četverogodišnji ugovor i uzeo broj 22, s obzirom na to da je njegov broj iz Lyona, 20, bio zauzet od strane Deca. Barcelonin predsjednik, Joan Laporta, također je spomenuo kako se Abidalov ugovor može otkupiti za 90 mil. eura, a ako FC Barcelona u bilo kojoj od iduće četiri sezone osvoji Ligu prvaka, Lyon će dobiti bonus od 500.000 eura. Nakon Barcelone, Abidal je proveo jednu sezonu u francuskom Monacu.

## Reprezentacija
Abidal ima 67 nastupa za francusku reprezentaciju, a debitirao je 18. kolovoza 2004. Usprkos brojnim ozljedama i nesuglasicama s FIFA-om u posljednjih nekoliko sezona, Abidal je igrao na SP-u 2006., a igrao je svaku utakmicu svih 90 minuta, osim utakmice s Togom, kad je bio suspendiran zbog dva žuta kartona u prethodne dvije utakmice. U toj utakmici ga je zamijenio Mickaël Silvestre. Kad su u finalu Francuska i Italija došle do jedanaesteraca, Abidal je pucao treći jedanaesterac za Francusku te ga je pogodio, ali je njegova reprezentacija izgubila 5-3 i osvojila drugo mjesto.

## Naslovi
Lyon
- Ligue 1: 2005., 2006., 2007.
- Trophée Des Champions: 2005.

Barcelona
- La Liga: 2009., 2010., 2011., 2013.
- UEFA Liga prvaka: 2009., 2011.
- Kup kralja: 2009., 2012.
- Španjolski superkup: 2009., 2010., 2011.
- UEFA superkup: 2009., 2011.
- FIFA Svjetsko klupsko prvenstvo: 2009., 2011.